# Gordon Meeking
Gordon (Gord) Sydney Meeking, kanadski amaterski in kasneje profesionalni hokejist, * 26. avgust 1890, Barrie, Ontario, Kanada, † 21. december 1965. 
Igral je za moštva Ottawa Hockey Club, 228. bataljon iz Toronta, Victoria Aristocrats in Regina Capitals.

## Kariera
Meeking je mladinski hokej na ledu igral od 1907 do 1910 za lokalni klub Barrie Colts. Nato se je preselil v Toronto, kjer je do leta 1915 igral za moštvi Toronto Eaton's in Toronto R & AA v članski amaterski ligi Ontario Hockey Association. V sezoni 1915/16 je postal profesionalec, igral je za NHA moštvo Ottawa Hockey Club. Med prvo svetovno vojno se je vpisal v kanadsko vojsko in pred odhodom na evropsko bojišče je še igral za vojaško moštvo 228. bataljon iz Toronta, prav tako v ligi NHA. Po vojni se je vrnil v Kanado in najprej igral za moštvo Glace Bay Miners v ligi Cape Breton Hockey League. Zatem se je preselil na zahod in v sezoni 1920/21 nastopal za moštvo Victoria Aristocrats, v svoji zadnji sezoni, sezoni 1921/22, pa za moštvo Regina Capitals.